# Erna Paris
Erna Paris CM (* 6. Mai 1938 in Toronto; † 3. Februar 2022 ebenda) war eine kanadische Journalistin und Sachbuchautorin.

## Werdegang
Erna Paris studierte an der Universität von Toronto und an der Sorbonne in Paris. Sie begann ihre schriftstellerische Laufbahn als Zeitschriftenjournalistin und Buchrezensentin, bevor sie literarische Sachbücher schrieb. 

## Auszeichnungen
Für ihre Arbeiten wurde Erna Paris mehrfach ausgezeichnet. Für ihr Werk The End of Days: A Story of Tolerance, Tyranny and the Expulsion of the Jews from Spain über die Vertreibung der Juden aus Spanien im 15. Jahrhundert erhielt sie 1996 den Jewish Book Award. 
Ihr Buch Long Shadows: Truth, Lies and History wurde 2001 mit dem Pearson Writers Trust Non-Fiction Prize und dem Shaughnessy Cohen Prize for Political Writing geehrt. Für ihren Einsatz für Menschenrechte, ihr Eintreten gegen Intoleranz und die Förderung junger Schriftsteller wurde Erna Paris 2015 der Order of Canada verliehen.

## Schriften
- Jews, An Account of Their Experience in Canada. Toronto: Macmillan, 1980.
- Stepfamilies: Making Them Work. Toronto: Avon, 1984.
- Unhealed Wounds: France and the Klaus Barbie Affair. Toronto: Methuen, 1985.
- The Garden and the Gun: A Journey Inside Israel. Toronto: Lester & Orpen Dennys, 1988
- The End of Days: A Story of Tolerance, Tyranny, and the Expulsion of the Jews from Spain. Toronto: Lester, 1995.
- Long Shadows: Truth, Lies and History Toronto: Knopf Canada, 2000.
- The Sun Climbs Slow: Justice in the Age of Imperial America, Toronto: Knopf Canada, 2008.